# Pociecha (powiat nowodworski)
Pociecha – osada leśna w Polsce położona w województwie mazowieckim, w powiecie nowodworskim, w gminie CzosnówMłynisko.
W latach 1975–1998 miejscowość należała administracyjnie do województwa warszawskiego.